# Trechaleoides
Trechaleoides là một chi nhện trong họ Trechaleidae.